# Viktor-Matejka-Stiege
Die Viktor-Matejka-Stiege ist eine Stiegenanlage im 6. Wiener Gemeindebezirk, Mariahilf. Sie liegt neben dem Apollokino und verbindet die von der Gumpendorfer Straße beim Kino nach Südwesten abzweigende Kaunitzgasse mit den tiefer angelegten Verkehrsflächen Eggerthgasse und Luftbadgasse.

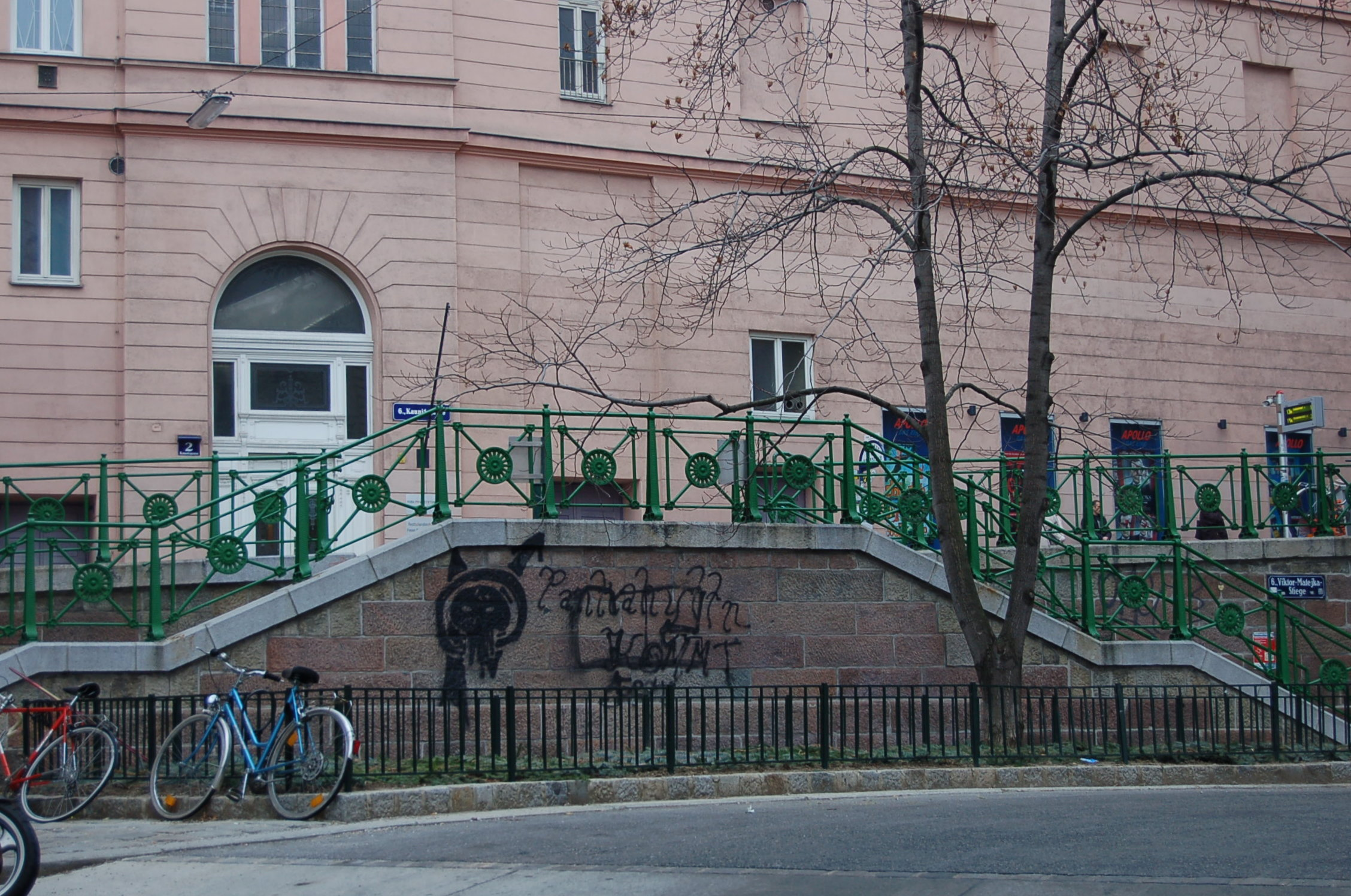
Viktor-Matejka-Stiege

Die zweiflügelige Anlage bewältigt im Zuge des Abfalls des Geländes von der Mariahilfer Straße zum Wiental einen Niveauunterschied von etwa 2,5 m. Die Stufen des nördlichen Flügels wurden mit Rampen für Kinderwagen versehen, wobei allerdings durch Hinweistafeln vor dem verhältnismäßig starken Gefälle gewarnt wird.
Im September 1998 wurde die Stiege, die bis dahin wie die Eggerthgasse, an deren nördliches Ende sie anschließt, nach Karl Eggerth  Eggerthstiege hieß, nach dem Wiener Kulturpolitiker Viktor Matejka benannt.
Seit 2003 steht die Stiegenanlage ausdrücklich unter Denkmalschutz (Listeneintrag).